# Xã Newcomb, Quận Champaign, Illinois
Xã Newcomb (tiếng Anh: Newcomb Township) là một xã thuộc quận Champaign, tiểu bang Illinois, Hoa Kỳ. Năm 2010, dân số của xã này là 1.292 người.